# Josep Miquel Sobrer Barea
Josep Miquel Sobrer (Barcelona, 1 de setembre de 1944 – Bloomington, Indiana, Estats Units, 1 de gener de 2015) fou professor en diverses universitats estatunidenques (Puget Sound, Michigan-Ann Arbor i Indiana-Bloomington), autor d'articles sobre literatura catalana i castellana i de llibres sobre Bernat Desclot i Ramon Muntaner (1978), Ausiàs March (1987) i La poesia dramàtica de Josep Maria de Sagarra (Galerada, 2011). També va publicar El llibre dels oracles (La Magrana, 1988) i Desfer les Amèriques (Galerada, 2006). Va traduir al català obres d'Ian Fleming, H. G. Wells, Sylvia Plath, Mervyn Peake, John Donne i altres. A l'anglès va traduir l'antologia Catalonia, A Self-Portrait (1992) i peces curtes o poemes de Pere Calders, Quim Monzó, Montserrat Roig, J. V. Foix, Joan Salvat-Papasseit i Gabriel Ferrater. Va publicar la versió anglesa de Mirall trencat de Mercè Rodoreda (A Broken Mirror, University of Nebraska Press, 2006), de l'obra escrita completa d'Antoni Tàpies (dos volums, 2009 i 2011) i la traducció anglesa de Les set aromes del món (The Seven Aromas of the World), d'Alfred Bosch.
Entre les seves darreres obres es troben la traducció a l'anglès d'obres de Josèp d'Arbaud, de l'occità, i una autobiografia, La llum d'aquells dies.